# Russell Butler
Russell Charles Butler (ur. 6 marca 1968 w Melbourne) – australijski skoczek do wody specjalizujący się w konkurencji skoku z trampoliny, dwukrotny olimpijczyk.

## Życiorys
Zadebiutował w 1988 roku, występując na letnich igrzyskach olimpijskich w Seulu. Zajął on 28. pozycję z rezultatem 470,19 pkt
. Dwa lata później został złotym medalistą igrzysk Wspólnoty Narodów w konkurencji skoku z trampoliny 1 m. Uczestniczył też w mistrzostwach świata w Perth, gdzie zajął 11. pozycję w skoku z trampoliny 1 m. W ramach igrzysk olimpijskich rozgrywanych w Atlancie wystąpił ponownie w konkurencji skoku z trampoliny, gdzie uzyskał końcowy rezultat 305,79 pkt, z którym uplasował się na 28. pozycji.